# Benjamin Franklin
Benjamin Franklin (n. 17 ianuarie 1706, Boston, America Britanică⁠(d) – d. 17 aprilie 1790, Pennsylvania, SUA)  este una dintre cele mai cunoscute personalități din istoria Statelor Unite, unul din Fondatorii Statelor Unite ale Americii. A fost diplomat, om de știință, inventator, filosof, profesor și om politic.
A organizat prima bibliotecă din SUA și a fost un inventator prolific, lui fiindu-i atribuiți ochelarii bifocali și paratrăsnetul. A executat numeroase experimente în domeniul electricității.
În vremea sa era extrem de cunoscut și de influent și în Europa. Franklin a fost cel care i-a convins pe englezi să retragă „Legea timbrului”, respectiv i-a convins pe francezi să intervină în Războiul de Independență al Statelor Unite de partea acestora. În Statele Unite ale Americii, a fost unul din semnatarii de frunte ai Declarației de Independență a Uniunii și al Constituției americane.
A fost ambasador în Anglia și apoi în Franța și secretarul Adunării din Pennsylvania.
A primit titlul de Doctor în Științe din partea Universității St. Andrews.

## Viața lui Benjamin Franklin

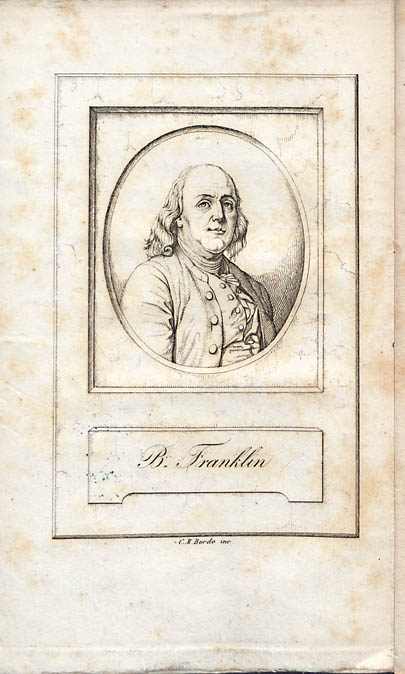
Franklin, 1825

### Copilăria și adolescența
Benjamin Franklin s-a născut la Boston pe 17 ianuarie 1706, tatăl său, Josiah, fiind un fabricant de săpun și lumânări, iar mama sa, Abiah, era a doua soție a lui Josiah. Benjamin Franklin era al 15-lea din cei 17 copii.
La vârsta de 10 ani, Benjamin a început să ajute la magazinul de lumânări al tatălui său, tăind lumânări. Deși a studiat la școală doar doi ani, el citea mult în timpul său liber. De asemenea, îi plăcea și să înoate, una din invențiile sale fiind un dispozitiv cu care să înoate mai repede.
La 12 ani, a mers să lucreze ca ucenic la tipografia fratelui său, James. În fiecare noapte, studia scriitorii clasici și pe cei ai timpului său, și de asemenea aritmetica, navigația și gramatica. După un timp a devenit un expert în jurnalistică și tipografie, dar nu era mulțumit de aceasta, un ucenic câștigând puțini bani și fiind forțat să semneze un contract în care promitea să rămână timp de nouă ani.
Când James a lansat săptămânalul numit "The New England Courant", Benjamin a scris în secret o serie de scrisori umoristice pe care le-a trimis la gazetă sub numele de "Mrs. Silence Dogood". În acestea Franklin râdea de studenții de la Harvard College și de poeții netalentați. Aceste scrisori au amuzat pe mulți în Boston și se întrebau cine este autorul. Prin unele articole ale lui, James Franklin i–a supărat pe unii magistrați care i-au interzis să-l mai publice, dar acestea au apărut sub numele lui Benjamin Franklin, iar James a anulat contractul lui pentru ca magistrații să nu spună nimic, dar au semnat alt contract secret. După ce a aflat că a publicat scrisorile lui Ben, James a fost furios, iar după aceea a devenit violent și uneori îl bătea. Profitând de contractul anulat anterior pleacă din oraș.
Devine faimos cu publicația “Poor Richard’s Almanac”, care este cunoscută în toată America și în Europa, devenind la fel de populară ca și Biblia.
Cumpără “Pennsylvania Gazette” unde este director și redactor.
În 1730 s-a căsătorit cu Deborah Read, care i-a dăruit un fiu și o fiică.
Tipograf în Philadelphia
Benjamin mai întâi a mers la New York, care atunci era un oraș mai mic decât Boston, și n-a găsit nimic de lucru, iar în octombrie a plecat la Philadelphia. Aici a găsit o slujbă la atelierul tipografic al lui Samuel Keimer, care datorită îndemânării lui l-a plătit bine. Guvernatorul Pennsylvaniei s-a interesat de tânărul Franklin și l-a sfătuit să-și deschidă propria tipografie. L-a trimis la Londra să cumpere o presă pentru tipar, promițând că îi va plăti cheltuielile, dar nu și-a ținut promisiunea și în 1724 Benjamin a ajuns singur în Londra fără bani. S-a angajat ca tipograf, și în 1726, când a strâns destui bani, s-a întors în Philadelphia, unde a fost vânzător într-un magazin și apoi s-a întors la atelierul lui Keimer.
În 1728, când Franklin avea 22 de ani, a întemeiat primul său atelier tipografic cu un partener al său, Hugh Meredith, a perfecționat turnatul literelor și a îmbunătățit tehnica gravurii în cupru.
Cei doi au publicat un săptămânal numit “The Pennsylvania Gazzette”, iar în 1730, Franklin a cumpărat și acțiunile lui Meredith. Franklin s-a căsătorit cu Deborah Read în 1730, cu care a avut trei copii : Francis Folger, care a murit de variolă, Sarah, care s-a măritat cu un negustor, și William, care a devenit guvernatorul statului New Jersey.
Din 1730 până în 1748, Franklin a lucrat în tipografie, domeniu în care a avut succes, fiind numit tipograf oficial al Pennsylvaniei, mai târziu fiind și al statelor New Jersey și Delaware. În 1731, Benjamin Franklin a fost inițiat francmason în loja Sf. Ioan din Philadelphia. Un an mai târziu, tipărește cea mai cunoscută publicație a lui, “Poor Richard’s Almanack”. Acest almanah era un calendar în care scria predicții meteorologice pentru acel an, povestioare amuzante, glume și proverbe. După câțiva ani a ajuns la un tiraj de peste 10.000 de exemplare. În anul 1734 tipărește prima ediție americană a Constituțiilor lui Anderson din 1723. În același an, 1734, devine Mare Maestru Provincial de Pennsylvania.
În acest timp a învățat câteva limbi, și studia cărți științifice în engleză, franceză și germană. De asemenea a înființat și un club de dezbateri numit Junto, care mai târziu a devenit American Philosophical Society și care avea drept obiectiv răspândirea științei.
Cu ajutorul acestui club a întemeiat în 1731, prima bibliotecă publică din America.
La insistența lui, în Philadelphia străzile au fost pavate, a fost instalat iluminatul public, înființată prima divizie de pompieri, iar cu ajutorul Gazzettei, a strâns bani pentru organizarea primului spital din America. El credea că materiile predate în școli nu erau actualizate. Franklin era împotriva teologiei, limbilor clasice și voia o școală mai practică, scriind și o carte în acest domeniu "Propuneri pentru educația tinerilor în Pennsylvania", în care cerea crearea unei academii, numită mai târziu Universitatea Pennsylvania.

### Invenții
În 1748, Franklin avea destui bani pentru a părăsi afacerea. A cumpărat o fermă de 300 de acri lângă Burlington, New Jersey, având destul timp pentru știință și servicii publice. Între 1736 și 1751 a fost șeful poștei din Philadelphia. Înainte ca timbrele să fie folosite, o persoană când primea o scrisoare, trebuia să plătească. În 1753, Franklin a fost numit șeful poștei tuturor coloniilor, și a schimbat sistemul de plată prin faptul că prețul trimiterii unei scrisori era în funcție de greutate și distanță. A inventat și un dispozitiv prin care putea să măsoare distanța între două orașe. A mers pe toate drumurile principale cu o căruță plină cu pietre, la fiecare milă, aruncau câte o piatră. Înainte, poșta era transportată de 2 ori iarna, dar Franklin a angajat mai mulți poștași pentru ca poșta să fie transportată în fiecare săptămână. După 4 ani, guvernul Britanic a avut pentru prima dată profit în sistemul de poștă.
Benjamin Franklin a fost inventator toată viața lui. Cea mai faimoasă invenție era soba Franklin, care avea un randament mai mare. Guvernatorul Pennsylvaniei i-a spus să o breveteze, dar Franklin a refuzat.
Când Franklin a auzit că un european a reușit să stocheze electricitate în niște tuburi speciale, a cumpărat niște tuburi din acelea, și-a construit un laborator în casa sa. A realizat multe experimente și a publicat o carte despre electricitate. Pe principiile sale se bazează Teoria Electricității moderne. A trimis rezultatele experimentelor sale unor oameni de știință din Anglia și Franța, care au fost impresionați și a fost ales membru al Royal Society în 1756 și a primit "Copley Medal". În 1773 a fost ales ca unul din cei opt asociați străini ai Academiei Regale de Științe din Paris.
Franklin și-a dat seama că fulgerul este o descărcare electrică din nori. În cartea sa a sugerat un experiment pentru a testa aceasta. Cu ajutorul fiului său William, Franklin a realizat acest experiment în 1752. Cei doi au mers într-un câmp în timpul unei furtuni, au înălțat un zmeu, și au atras sarcina electrică cu ajutorul unei chei. Văzând o scânteie, teoria lui era demonstrată. Franklin era și un om practic pe lângă un bun teoretician, inventând paratrăsnetul (în 1753) pentru a apăra clădirile de fulgere.
Franklin a elaborat prima teorie generală cu privire la fenomenele electrice.
A introdus notarea corpurilor electrizate cu + și -, remarcând că există doar două tipuri de sarcini electrice.
O altă invenție a sa o constituie roata electrică, care a semnificat descoperirea posibilității de a transforma, în mod continuu, energia mecanică în energie electrică.
A întocmit un proiect pentru construirea vapoarelor puse în mișcare de aburi.

### Anglia
Certurile între Anglia și Franța au adus războiul în America în anii 1750. Francezii, aliați cu indienii, amenințau Pennsylvania. În 1748, Franklin a avertizat locuitorii Pennsilvaniei de pericolul indienilor, organizând și primele companii de voluntari, plasate pe râul Delaware.
Toți contribuabilii din Pennsylvenia ajutau la costurile războiului, mai puțin proprietarii celei mai mari ferme. Aceștia erau fiii lui William Penn, fondatorul coloniei. Ei trăiau în Londra și nu-i interesau soarta acestora atâta timp cât profiturile le veneau în Londra. În 1757 Franklin a fost trimis în Londra pentru a convinge familia Penn să-și plătească taxele. În Anglia a fost primit cu onoruri din partea Universităților din Edinburgh și Oxford, și a reușit să pună o taxă pe domeniile familiei Penn din colonii. În cei cinci ani cât a stat în Anglia, Franklin a întâlnit mulți politicieni și savanți celebri. S-a întors în Pennsylvania în 1762, iar în 1763, Anglia învinge Franța și capturează Canada. Mulți membri ai consiliului local credeau că colonia trebuia guvernată de Rege decât de familia Penn, și Franklin s-a întors în Anglia în 1764 pentru a-i prezenta o petiție regelui George al III-lea.
În 1765, la puțin timp după ce Franklin a ajuns din nou în Anglia, prin Parlament a trecut "Stamp Act". Era prima dată când Anglia a impus un impozit fără ca reprezentanții coloniilor să poată vota, iar în Colonii au existat proteste, americanii refuzând să cumpere timbre. Franklin a fost chemat în fața Camerei Comunelor, unde a prezentat poziția americană împotriva Legii Timbrului.
În următorii 10 ani Franklin a fost cel mai important reprezentant american în Anglia. Prin unele articole publicate a cerut drepturi egale cu cele ale englezilor, însă englezii au ignorat aceasta.

## Atitudine socială
Iluminist, Franklin a condamnat sclavia și a demonstrat anacronismul ei economic.
A fost un erou al luptei pentru independența SUA și un militant pentru pace și progres.
A criticat fanatismul sectelor religioase.
Un alt merit îl constituie negocierea alianței cu Ludovic al XVI-lea al Franței în 1777.
A susținut revolta francezilor în Canada și a înființat miliția voluntarilor americani.
A ajutat la pregătirea poporului pentru insurecția care a izbucnit sub conducerea generalului George Washington.
În 1776, împreună cu Thomas Jefferson și alți fruntași ai Congresului, au proclamat independența poporului american.

### Revoluția americană, diplomație în Europa
Franklin s-a întors în Philadelphia în 1775, înainte ca bătăliile de la Lexington și Concord să aibă loc. Soția sa murise în 1774. Deși Franklin avea aproape 70 de ani, el a ajutat substanțial la planificarea Revoluției Americane. A fost numit membru al Congresului Continental. În toamna lui 1775 Franklin a mers la Cambridge, Massachusetts, locul unde Washington avea armata pentru a discuta probleme legate de Armata Continentală (Continental Army). Și-a adus un aport important la redactarea Declarației de independență a Uniunii și mai târziu la scrierea Articolelor Confederației, prima constituție a Statelor Unite.
În 1776, Congresul Continental l-a trimis pe Franklin în cea mai importantă misiune a sa, să convingă Franța să ajute coloniile britanice din America de nord în lupta lor pentru independență. Înainte de a pleca, a împrumutat 4.000 de lire Congresului pentru a fonda Armata Continentală.
În Franța a fost parte esențială a primei recunoașteri formale a țării sale în lume, iar pe 6 februarie 1778 a semnat Tratatul de la Paris prin care Franța se alia cu coloniile împotriva Angliei. După acest eveniment, Franklin a rămas în Franța ca reprezentant al noi entități create, Statele Unite ale Americii, fiind primul ambasador al acestora pe "bătrânul continent".
În mai 1779, este ales Maestru Venerabil al celebrei loji Neuf Soeurs din Paris, al cărei membru era și Voltaire. Ca Venerabil, Franklin a incitat loja Neuf Soeurs să susțină prin toate mijloacele cauza americană.
Începând cu anul 1781 a negociat pacea cu Marea Britanie, care s-a finalizat în 1783, el fiind unul din cei care au semnat tratatul de pace încheiat odată cu recunoașterea Statelor Unite de către Marea Britanie, Tratatul de la Paris din 1783. Înainte de plecarea sa înapoi în SUA, Franklin a asistat la zborul primului balon cu aer cald, fără pasageri, al fraților Montgolfier.

## Ultimii ani
Când s-a întors în Philadelphia, pe 14 septembrie 1785, a descoperit că era așteptat de o ceremonie de primire. Deși era bătrân, avea 79 de ani, Franklin a fost președintele Consiliului Local din Pennsylvania, timp de 3 ani, post egal cu acela de guvernator. În acest timp a fost membru al convenției constituției, care uneori nu se înțelegeau, iar Franklin îi calma. Planul său de guvernământ, cu o singură cameră a Parlamentului, a fost respins, dar a fost unul dintre semnatarii Constituției.
Franklin și-a petrecut ultimii cinci ani din viață în Philadelphia. A inventat un dispozitiv prin care să ia cărți de pe rafturile de sus ale bibliotecii, a trimis scrisori prietenilor și liderilor politici : George Washington, Thomas Jefferson, John Adams, James Madison. A scris articole și o autobiografie. Ultimul său act politic a fost de a scrie un memoriu pentru abolirea sclaviei negrilor.
Benjamin Franklin a murit la vârsta de 84 de ani, pe 17 aprilie 1790, fiind înmormântat alături de soția sa în cimitirul Bisericii Creștine din Philadelphia. Benjamin Franklin provenea dintr-o familie săracă de prezbiterieni care au emigrat în America în 1682. B.Franklin a fost un mare savant și gânditor iluminist, preocupat în egală măsură de științele reale, filozofie, istorie, economie, politică, literatură etc., fiind cunoscut departe de hotarele patriei sale. Franklin a rămas fidel idealurilor democrației până la sfârșitul vieții sale. Ultimul său act politic a fost semnarea petiției pentru interzicerea sclaviei.

## Scrieri
- New experiments and observations on electricity, lucrare care ulterior a fost tradusă în franceză de Buffon;
- Poor Richard's Almanack, o carte de popularizare a științei.